# Schuttebusbrug
De Schuttebusbrug is een S-vormige busbrug aan de westzijde van het station van Zwolle. De busbrug verbindt het nieuwe stationsplein aan de zuidzijde van het station met het kruispunt Willemskade/Nieuwe Veerallee/Rieteweg en overspant alle sporen aan de westzijde van station Zwolle. De busbrug is op 9 februari 2019 geopend en is op 17 februari 2019 in gebruik genomen. De brug is alleen toegankelijk voor lijnbussen en hulpdiensten.
De busbrug is ontworpen door ipv Delft en gebouwd door BAM-infra.
De busbrug is genomineerd voor de Betonprijs 2019. Hiernaast won deze brug de Duitse Thüringer Staatspreis für Ingenieurleistungen in 2019 en de Staalprijs in 2020.

## Naam
De brug is vernoemd naar Herman Schutte, oprichter van het voormalige busvervoer- en touringcarbedrijf Schutte Tours Zwolle. Bij de opening van de brug was een collage van Schutte te zien.

## Bijzonderheden
De onderkant van de brug is versierd met gelamineerd bamboe. De brug is voorzien van ledverlichting. De bouw van de brug begon op 30 oktober 2017.

## Busbrugfestival

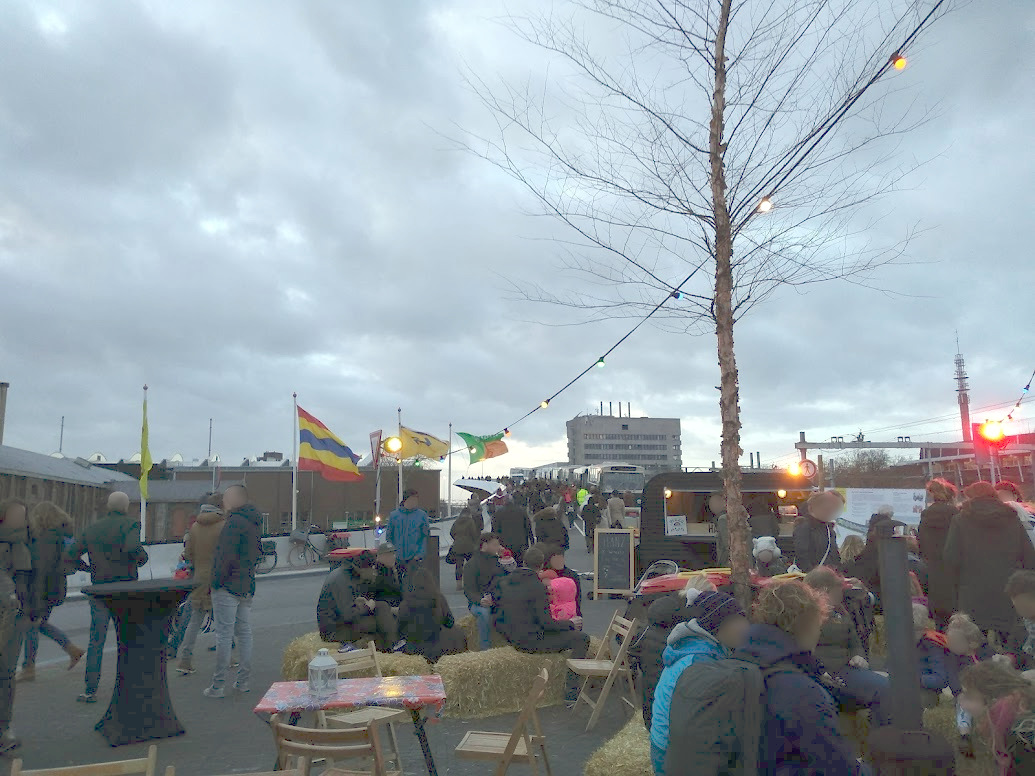
Busbrugfestival en de historische bussen.

De busbrug werd op 9 februari 2019 voorzien van zijn naambord en voor een dag geopend voor voetgangers. In de ochtend was er een hardloopevenement georganiseerd waar deelnemers rondjes konden hardlopen over de busbrug. In de middag werden kleine cultuurevenementen georganiseerd in en rond historische bussen uit onder andere Arnhem en Utrecht. Het festival werd afgesloten met diverse muziekacts.